# Liste der denkmalgeschützten Objekte in Axams
Die Liste der denkmalgeschützten Objekte in Axams enthält die 19 denkmalgeschützten, unbeweglichen Objekte der Gemeinde Axams.

## Denkmäler
| Foto |                 | Denkmal                                                                                               | Standort                                               | Beschreibung | Metadaten |
| ---- | --------------- | --- | ------------------------------------------------------ | --- | --- |
| ja   | Datei hochladen | Kruzifix HERIS-ID: 67297 Objekt-ID: 80248 TKK: 30778                                                  | Burglechnerstraße 2 Standort KG: Axams                 | Das Friedhofskreuz an der nördlichen Langhauswand der Pfarrkirche stammt aus dem 18. Jahrhundert. Das Kruzifix unter einem Satteldach hat einen Corpus vom Dreinageltypus und einen mehrzeiligen Titulus in Schriftrollenform. | BDA-Hist.: Q38116280 Status: § 2a Stand der BDA-Liste: 2025-06-30 Name: Kruzifix GstNr.: 3212 Friedhof Axams - Kruzifix                                           |
| ja   | Datei hochladen | Friedhof HERIS-ID: 66934 Objekt-ID: 79847                                                             | Burglechnerstraße 2 Standort KG: Axams                 | Der Friedhof rund um die Pfarrkirche ist von einer Mauer umschlossen. Das 1732–1734 errichtete Portal mit geschweiftem Giebel und Rundbogenöffnung im Südwesten dient gleichzeitig als Kriegerdenkmal. In die Friedhofsmauer eingebunden sind ein Kapellenbildstock mit einer barocken Statue des hl. Johannes Nepomuk, ein Kapellenbildstock mit einer Statue des hl. Johannes des Täufers und die barocke Totenkapelle aus dem 18. Jahrhundert mit geschweiftem, geknicktem Giebel. Im Friedhof stehen die Michaelskapelle und die Wilgefortiskapelle. | BDA-Hist.: Q38114879 Status: § 2a Stand der BDA-Liste: 2025-06-30 Name: Friedhof GstNr.: .1 Friedhof Axams                                                        |
| ja   | Datei hochladen | Kapelle hl. Michael, Nothelferkapelle HERIS-ID: 67101 Objekt-ID: 80038 TKK: 19484                     | Burglechnerstraße 2 Standort KG: Axams                 | Die um 1300 erbaute Kapelle stand ursprünglich frei neben der Pfarrkirche und wurde später durch den Sakristeianbau mit ihr verbunden. Der zweigeschoßige frühgotische Bau mit Rundapsis weist ein steiles Giebeldach mit barockem sechseckigem Giebelreiter mit Zwiebelhelm auf. An der Westfassade befindet sich ein gotisches Spitzbogenportal mit abgefaster Leibung, darüber ein vermauertes Rundfenster mit Maßwerk. Der tonnengewölbte Innenraum weist Wand- und Gewölbemalereien und eine Stiftungsinschrift von 1633 auf. In der Laibung des Apsisfensters finden sich gotische Fresken aus der zweiten Hälfte des 14. Jahrhunderts, an der Nordwand steht ein gotisches Sakramentshäuschen. | BDA-Hist.: Q38115484 Status: § 2a Stand der BDA-Liste: 2025-06-30 Name: Kapelle hl. Michael, Nothelferkapelle GstNr.: .1                                          |
| ja   | Datei hochladen | Karner, Wilgefortiskapelle, Kümmerniskapelle HERIS-ID: 67187 Objekt-ID: 80133 TKK: 19485              | Burglechnerstraße 2 Standort KG: Axams                 | Das ehemalige Beinhaus der Michaelskapelle wurde 1666 als Wilgefortiskapelle (Kümmerniskapelle) geweiht. | BDA-Hist.: Q38115746 Status: § 2a Stand der BDA-Liste: 2025-06-30 Name: Karner, Wilgefortiskapelle, Kümmerniskapelle GstNr.: .1                                   |
| ja   | Datei hochladen | Kath. Pfarrkirche hl. Johannes d. T. HERIS-ID: 55292 Objekt-ID: 63888 TKK: 19483                      | Burglechnerstraße 2 Standort KG: Axams                 | Eine romanische Kirche aus dem 10. Jahrhundert wurde 1491–1498 durch einen spätgotischen Neubau ersetzt. Von diesem ist der Turm von 1512 erhalten, das Schiff wurde 1732–1734 nach Plänen von Mathias Umhauser im barocken Stil neu errichtet und 1871–1879 innen im Nazarenerstil umgestaltet. Die Westfassade ist mit Pilastern und einem reich profiliertes Gebälk gegliedert und mit einem Dreiecksblendgiebel abgeschlossen, der im Mittelfeld ein Mosaik Johannes des Täufers zeigt. Das saalartige Innere mit eingezogenem Chor weist ein Tonnengewölbe mit Stichkappen und an der Westwand eine zweigeschoßige Empore auf. Die Wände im Langhaus sind durch Pilaster mit reich stuckierten Kapitellen gegliedert. Das üppige Stuckdekor in frühen Rokokoformen wurde um 1734 von Anton Gigl geschaffen. Die 1841 entstandenen Deckenfresken mit Szenen aus dem Leben des Kirchenpatrons stammen von Josef Arnold dem Älteren. Die Altäre aus Stuckmarmor wurden um 1730/40 von Andrä Gratl geschaffen, die weiß gefassten Heiligenfiguren von Nikolaus Moll und Gregor Fritz. | BDA-Hist.: Q23836113 Status: § 2a Stand der BDA-Liste: 2025-06-30 Name: Kath. Pfarrkirche hl. Johannes d. T. GstNr.: .1 Pfarrkirche hl. Johannes d. T., Axams     |
| ja   | Datei hochladen | Einhof Funer Lut HERIS-ID: 39003 Objekt-ID: 38699 TKK: 28779                                          | Georg-Bucher-Straße 1 Standort KG: Axams               | Der ehemalige Einhof ist ein mächtiger dreigeschoßiger Mauerbau mit Satteldach. An der Giebelfassade befindet sich ein barockes Rundbogenportal, darüber ein dreiseitiger, zweigeschoßiger Erker mit Heiligendarstellungen und Inschrift von 1638. Die Fassade ist mit gemalter Eckquaderung und Fensterrahmungen gegliedert und wird von einem Bundwerkgiebel von 1786 abgeschlossen. Innen wurde das Gebäude stark umgebaut und erneuert, erhalten hat sich eine Küche mit Gewölbe. | BDA-Hist.: Q37986188 Status: Bescheid Stand der BDA-Liste: 2025-06-30 Name: Einhof Funer Lut GstNr.: .57 Einhof Funer-Lut, Axams                                  |
| ja   | Datei hochladen | Einhof Grassl HERIS-ID: 39004 Objekt-ID: 38700 TKK: 28780                                             | Georg-Bucher-Straße 3 Standort KG: Axams               | Der längsgeteilte Einhof mit gemauertem Wohnteil und flachem Satteldach ist mit einem Seitenflurgrundriss straßenseitig erschlossen. An der Giebelfassade befinden sich drei Ochsenaugen aus der Barockzeit und zwischen den Fenstern des Obergeschoßes Fresken mit Darstellung des Guten Hirten (übermalt) und Johannes des Täufers. Der Bundwerkgiebel wurde 1786 geschaffen. Im Innen sind teilweise noch segmentbogige Türen sowie eine gewölbte Küche erhalten. | BDA-Hist.: Q37986232 Status: Bescheid Stand der BDA-Liste: 2025-06-30 Name: Einhof Grassl GstNr.: .56/1                                                           |
| ja   | Datei hochladen | Wegkapelle Kristen HERIS-ID: 67244 Objekt-ID: 80194 TKK: 28826                                        | neben Kristeneben 2 Standort KG: Axams                 | Die kleine, einjochige barocke Kapelle mit Rundchor und schindelgedecktem Satteldach stammt aus dem 18. Jahrhundert. Der Innenraum ist mit einem Tonnengewölbe versehen. | BDA-Hist.: Q38116087 Status: § 2a Stand der BDA-Liste: 2025-06-30 Name: Wegkapelle Kristen GstNr.: .276 Kapelle Kristen                                           |
| ja   | Datei hochladen | Bauernhaus, Widumhöfl, Widenhöfl HERIS-ID: 39005 Objekt-ID: 38701 TKK: 28778                          | Innsbrucker Straße 1 Standort KG: Axams                | Das zweigeschoßige Gebäude mit Satteldach und Bundwerkgiebel ist ein barocker Bau mit gotischem Kern, der 1986–1988 umgebaut wurde. Die Nordfassade ist mit Architekturmalerei (Pilaster, reiche Portal- und Fensterumrahmungen) aus der Zeit um 1800 gegliedert, das Erdgeschoß ist über eine zweiläufige Holztreppe erschlossen, das Untergeschoß weist drei große Rundbogenöffnungen auf. Im Inneren haben sich in der Küche ein Tonnengewölbe und Stichkappen erhalten. | BDA-Hist.: Q37986249 Status: § 2a Stand der BDA-Liste: 2025-06-30 Name: Bauernhaus, Widumhöfl, Widenhöfl GstNr.: .79 Widenhöfl                                    |
| ja   | Datei hochladen | Mittertennhof Moar HERIS-ID: 58265 Objekt-ID: 68803 TKK: 28798                                        | Innsbrucker Straße 3 Standort KG: Axams                | Der zweigeschoßige Mittertennhof stammt aus dem 18. Jahrhundert. Der Wohnteil im Westen ist zur Gänze gemauert, der Wirtschaftsteil im Osten ist über dem gemauerten Erdgeschoß als Ständerkonstruktion mit senkrechter Bretterverschalung gezimmert. Der Wohnteil weist an der Giebelfassade eine rundbogige Tenneneinfahrt und ein Rundbogenportal auf. Die spätbarocke Fassadenbemalung zeigt Scheinarchitektur und zwei Freskomedaillons mit dem hl. Josef und dem Gnadenbild Mariahilf vom Ende des 18. Jahrhunderts. Der Bundwerkgiebel über einem kleinen Söller aus der Zeit um 1900 wurde 1781 geschaffen. | BDA-Hist.: Q38081962 Status: Bescheid Stand der BDA-Liste: 2025-06-30 Name: Mittertennhof Moar GstNr.: 147/3 Bauernhaus Moar, Axams                               |
| ja   | Datei hochladen | Kruzifix, ehem. Hintermetzenthal HERIS-ID: 69583 Objekt-ID: 82668 TKK: 30775                          | bei Innsbrucker Straße 72c Standort KG: Axams          | Das Wegkreuz aus der ersten Hälfte des 19. Jahrhunderts gehörte ehemals zum Gehöft Hintermetzentaler etwas unterhalb. Es zeigt einen qualitätvollen Corpus vom Viernageltypus. | BDA-Hist.: Q38122735 Status: § 2a Stand der BDA-Liste: 2025-06-30 Name: Kruzifix, ehem. Hintermetzenthal GstNr.: 578/20                                           |
| ja   | Datei hochladen | Hofkapelle, Baderbühel-Kapelle HERIS-ID: 39002 Objekt-ID: 38698 TKK: 28771                            | Jennisweg 1 Standort KG: Axams                         | Die Baderbühel-Kapelle ist eine Hofkapelle, die Mitte des 19. Jahrhunderts anstelle einer älteren (laut Inschrift 1565 errichteten) Kapelle neu erbaut wurde. Die zweijochige Kapelle hat einen flachrunden Chor, ein Satteldach und einen angebauten quadratischen Glockenturm (bez. 1859) mit Spitzhelm. Auf dem geschwungenen Giebel der Hauptfassade mit Patriarchenkreuz befindet sich ein Sgraffito der Schmerzhaften Muttergottes mit kniendem Bauernpaar aus dem Jahr 1959 von Adolf Plattner. Der schlichte Innenraum hat ein Tonnengewölbe und einen flachkuppelig gewölbten Altarraum. Das Kuppelfresko (bez. 1986) stammt von Wolfram Köberl. | BDA-Hist.: Q37986168 Status: Bescheid Stand der BDA-Liste: 2025-06-30 Name: Hofkapelle, Baderbühe-Kapelle GstNr.: .195 Baderbühelkapelle, Axams                   |
| ja   | Datei hochladen | Einhof Kögger HERIS-ID: 67682 Objekt-ID: 80658 TKK: 28807                                             | Lindenweg 1 Standort KG: Axams                         | Der nicht mehr landwirtschaftlich genutzte barocke Einhof geht vermutlich ins 17. Jahrhundert zurück und ist weitgehend unverändert erhalten. Er besteht aus einem durchgehend gemauerten Wohnteil und einem westlich anschließenden, über gemauertem Sockel in Ständerbauweise errichteten Wirtschaftsteil. An der Traufseite befindet sich ein barockes Rundbogenportal mit gemaltem Architekturrahmen in klassizistischen Formen. Die Fassade zeigt außerdem Fresken mit Darstellungen der Jesuitenheiligen Aloisius und Franz Xaver sowie ein Medaillon mit dem Gnadenbild Mariahilf, die um 1780 geschaffen und 1980 freigelegt wurden. | BDA-Hist.: Q38117372 Status: Bescheid Stand der BDA-Liste: 2025-06-30 Name: Einhof Kögger GstNr.: .189                                                            |
| ja   | Datei hochladen | Kapelle hl. Sebastian, Lindenkapelle mit Friedhof HERIS-ID: 58867 Objekt-ID: 69735 TKK: 19487, 147484 | Lindenweg 2 Standort KG: Axams                         | Die Kapelle wurde 1635–1637 am nordwestlichen Dorfrand als Pestkapelle erbaut. An den achteckigen Zentralbau mit Zeltdach und hölzerner Laterne ist im Westen die Sakristei angebaut. Im Osten befindet sich ein doppelt gekehltes rundbogiges Steinportal. Die Kuppel ist innen mit Stichkappen und reichen Stuckaturen aus der Zeit um 1730 versehen, die Anton Gigl zugeschrieben werden. Die Deckenfresken wurden Ende des 18. Jahrhunderts von Franz Xaver Kirchebner geschaffen. | BDA-Hist.: Q38085069 Status: § 2a Stand der BDA-Liste: 2025-06-30 Name: Kapelle hl. Sebastian, Lindenkapelle mit Friedhof GstNr.: .188, 2083 Lindenfriedhof Axams |
| ja   | Datei hochladen | Ortskapelle Maria Empfängnis HERIS-ID: 67240 Objekt-ID: 80190 TKK: 28770                              | Omes 13 Standort KG: Axams                             | Die einjochige Kapelle über quadratischem Grundriss wurde in der zweiten Hälfte des 18. Jahrhunderts errichtet. Der mit einem Satteldach gedeckte Bau weist eine oktogonale Laterne mit Zwiebelhaube und einen leicht eingezogenen Rundchor auf. Die Hauptfassade im Osten ist mit einem geschwungenen, abgestuften Giebel abgeschlossen und reich mit Scheinarchitektur und einem Medaillon mit Marienmonogramm bemalt. Das Innere ist mit Pilastern gegliedert und weist eine Flachkuppe im Betraum und eine Stichkappentonne im Altarraum auf. Die Deckenfresken wurden Ende des 18. Jahrhunderts von Franz Xaver Kirchebner geschaffen. | BDA-Hist.: Q38116057 Status: § 2a Stand der BDA-Liste: 2025-06-30 Name: Ortskapelle Maria Empfängnis GstNr.: .385 Omeskapelle                                     |
| ja   | Datei hochladen | Einhof Schlössl HERIS-ID: 39006 Objekt-ID: 38702 TKK: 28808                                           | Schloßgasse 6 Standort KG: Axams                       | Das Gebäude stammt im Kern aus dem Spätmittelalter und erhielt seine heutige Erscheinungsform im 16. und 17. Jahrhundert. Es war ursprünglich Wohnhaus des Richters, der vom Kloster Frauenchiemsee für seine Güter in Axams bestellt wurde. Zu Beginn des 18. Jahrhunderts diente das Haus vermutlich auch als Sommerfrischeort der Chiemseer Nonnen. Nach der Aufhebung des Klosters und damit auch des Gerichts 1803 ging der Hof mit seinem bedeutenden Grundbesitz in bäuerliches Eigentum über. Der Einhof besteht aus einem hohen, durchgehend gemauerten Wohnteil und einem Wirtschaftsteil, der einen gemauerten Stall, einen verbretterten Stadel und eine Stadelerweiterung nach Südwesten umfasst. An der Eingangsfassade befindet sich ein hochrechteckiges, steingerahmtes Portal, darüber ein barockisierendes Herz-Mariä-Fresko von Wolfram Köberl sowie ein dreiseitiger Erker. Im Tennenbereich befindet sich ein Saalraum mit Architektur- und Landschaftsmalerei an den Wänden vom Ende des 18. Jahrhunderts.                                                      | BDA-Hist.: Q37986268 Status: Bescheid Stand der BDA-Liste: 2025-06-30 Name: Einhof Schlössl GstNr.: .94                                                           |
| ja   | Datei hochladen | Steinsäule HERIS-ID: 67251 Objekt-ID: 80201 TKK: 28765                                                | gegenüber Sylvester-Jordan-Straße 1 Standort KG: Axams | Die Pestsäule aus dem 16. Jahrhundert wurde 2005 neu am Dorfplatz aufgestellt. Die Steinsäule aus Breccie hat einen dreiseitigen Aufsatz mit seichten Vierecknischen und ein steinernes Pyramidendach. Die Bildtafeln in den Nischen mit Heiligendarstellungen wurden um 1950 von Anton Tiefenthaler geschaffen. | BDA-Hist.: Q38116140 Status: § 2a Stand der BDA-Liste: 2025-06-30 Name: Steinsäule GstNr.: 3176/1                                                                 |
| ja   | Datei hochladen | Widum mit Widumskapelle HERIS-ID: 55293 Objekt-ID: 63889 TKK: 12396                                   | Sylvester-Jordan-Straße 2 Standort KG: Axams           | Das zweigeschoßige Widum südlich der Pfarrkirche stammt im Kern aus dem 13. Jahrhundert, es wurde im 14. und 15. Jahrhundert, im Barock und im 19. Jahrhundert erweitert. Form und Proportion sind seit der Gotik unverändert erhalten, die Fassaden wurde im 19. Jahrhundert gestaltet. Im Inneren sind gotische Baudetails erhalten. | BDA-Hist.: Q38064440 Status: § 2a Stand der BDA-Liste: 2025-06-30 Name: Widum mit Widumskapelle GstNr.: .80                                                       |
| ja   | Datei hochladen | Hofkapelle, Wollbell-Kapelle HERIS-ID: 39007 Objekt-ID: 38703 TKK: 28772                              | Wollbell 7 Standort KG: Axams                          | Die barocke Hofkapelle aus der zweiten Hälfte des 18. Jahrhunderts wurde 1916 und 1985 restauriert. Der einjochige Bau mit Satteldach weist an der Giebelfassade ein Rundbogenportal auf. Die Fassade ist durch flache Putzpilaster, Gesimse und geputzte Faschen um Fenster und Türöffnungen gegliedert. Der Innenraum ist mit einer spitz zulaufenden Tonne überwölbt. | BDA-Hist.: Q37986284 Status: Bescheid Stand der BDA-Liste: 2025-06-30 Name: Hofkapelle, Wollbell-Kapelle GstNr.: .391                                             |